# Pinillosia
Pinillosia là một chi thực vật có hoa trong họ Cúc (Asteraceae).

## Loài
Chi Pinillosia gồm các loài: